# Dioscorea salicifolia
Dioscorea salicifolia är en enhjärtbladig växtart som beskrevs av Carl Ludwig von Blume. Dioscorea salicifolia ingår i släktet Dioscorea och familjen Dioscoreaceae. Inga underarter finns listade i Catalogue of Life.